# Nissan X-Trail
Nissan X-Trail – samochód osobowy typu SUV klasy średniej produkowany przez japoński koncern Nissan od 2000 roku. Od 2021 roku produkowana jest czwarta generacja modelu.

## Pierwsza generacja

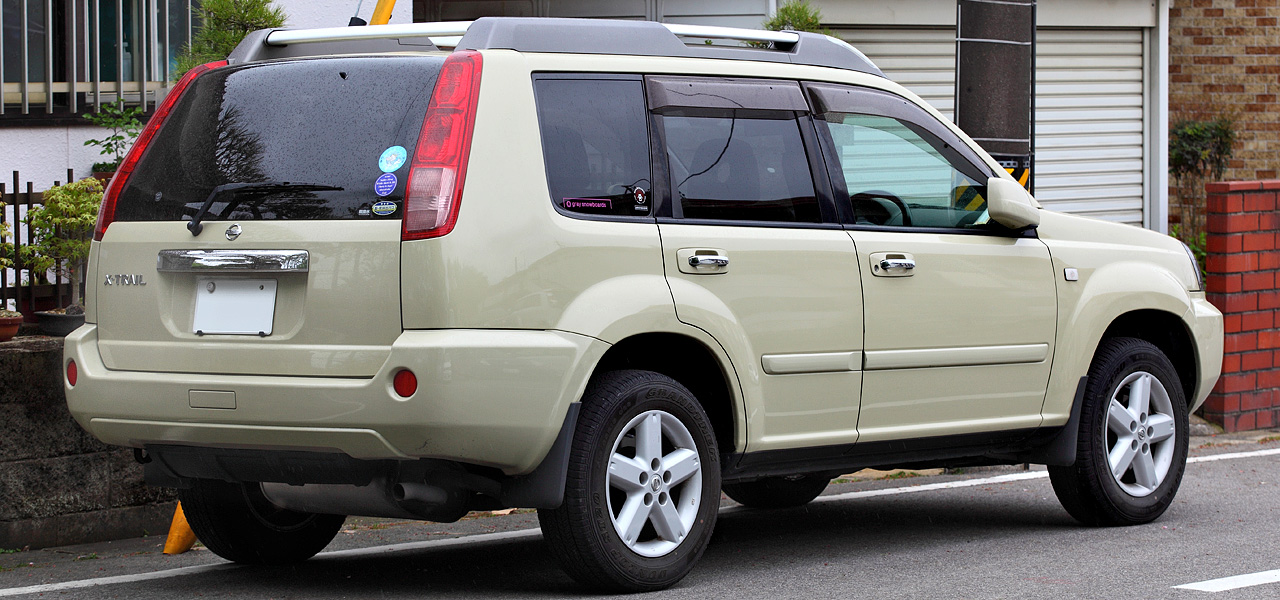
Tył X-Trail T30

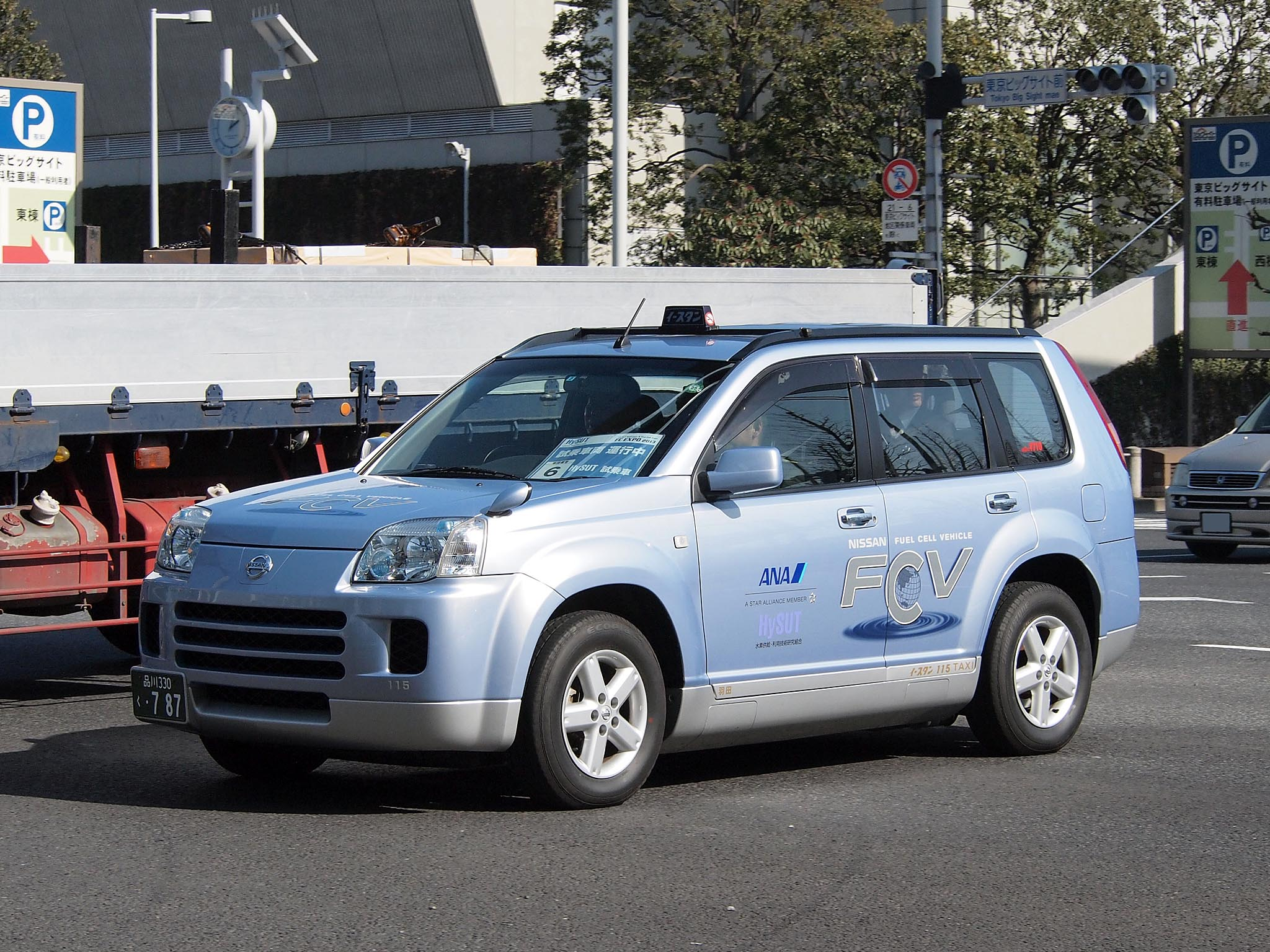
Nissan X-Trail FCV

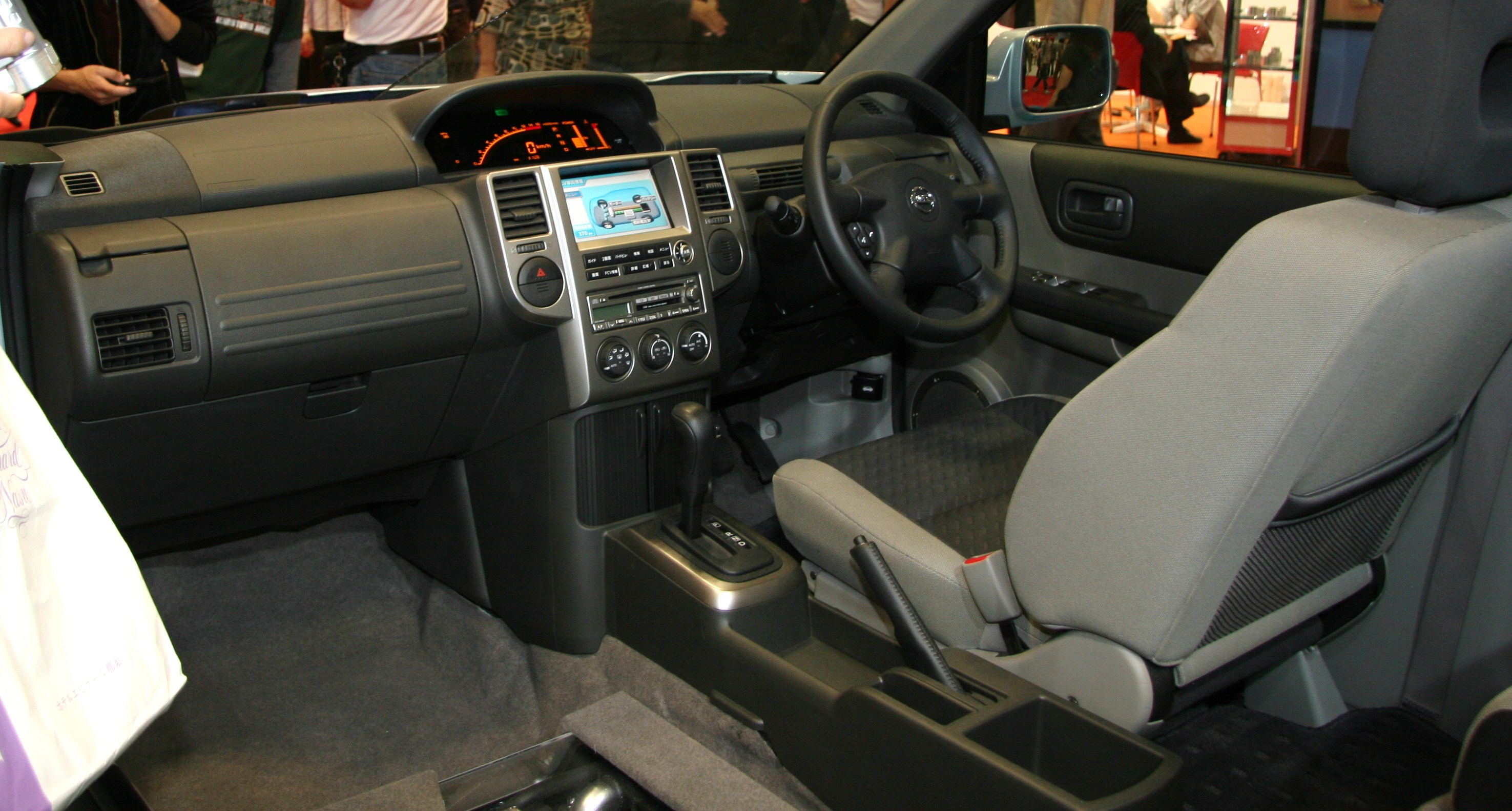
Wnętrze X-Trail T30 FCV

Nissan X-Trail I produkowany od 2000 do 2007 roku został zbudowany na płycie podłogowej modeli Primera oraz Almera. 
Charakterystycznym elementem wnętrza pojazdu są centralnie umieszczone zegary.
W 2002 roku zaprezentowano wersję GT Turbo o mocy 280 KM. Rok później auto przeszło delikatny lifting nadwozia oraz wnętrza. 

### Wersje wyposażeniowe
- Comfort
- Sport
- Sport+ - standardowo wyposażona w światła umieszczone w relingach dachowych
- Elegance

Standardowo pojazd wyposażony był m.in. w dwie poduszki powietrzne, ABS, klimatyzację, elektryczne sterowanie szyb, elektryczne sterowanie lusterek oraz radio CD. W zależności od wersji wyposażenia pojazd doposażyć można było w m.in. wielofunkcyjną kierownicę, 16-calowe alufelgi (Sport), szyberdach (Sport+) oraz ESP, skórzaną tapicerkę z podgrzewanymi fotelami (Elegance).

## Druga generacja

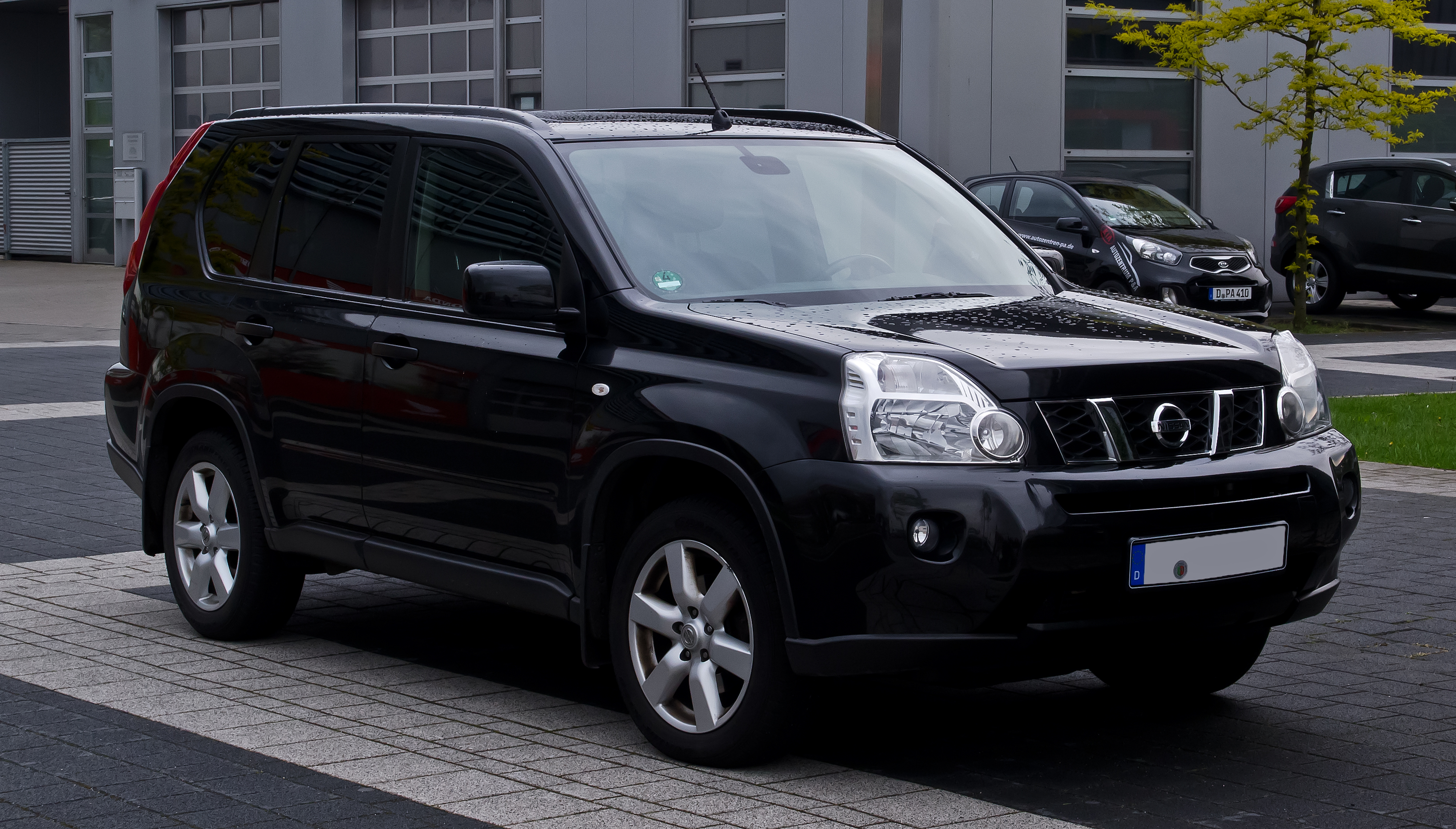
Nissan X-Trail II przed liftingiem

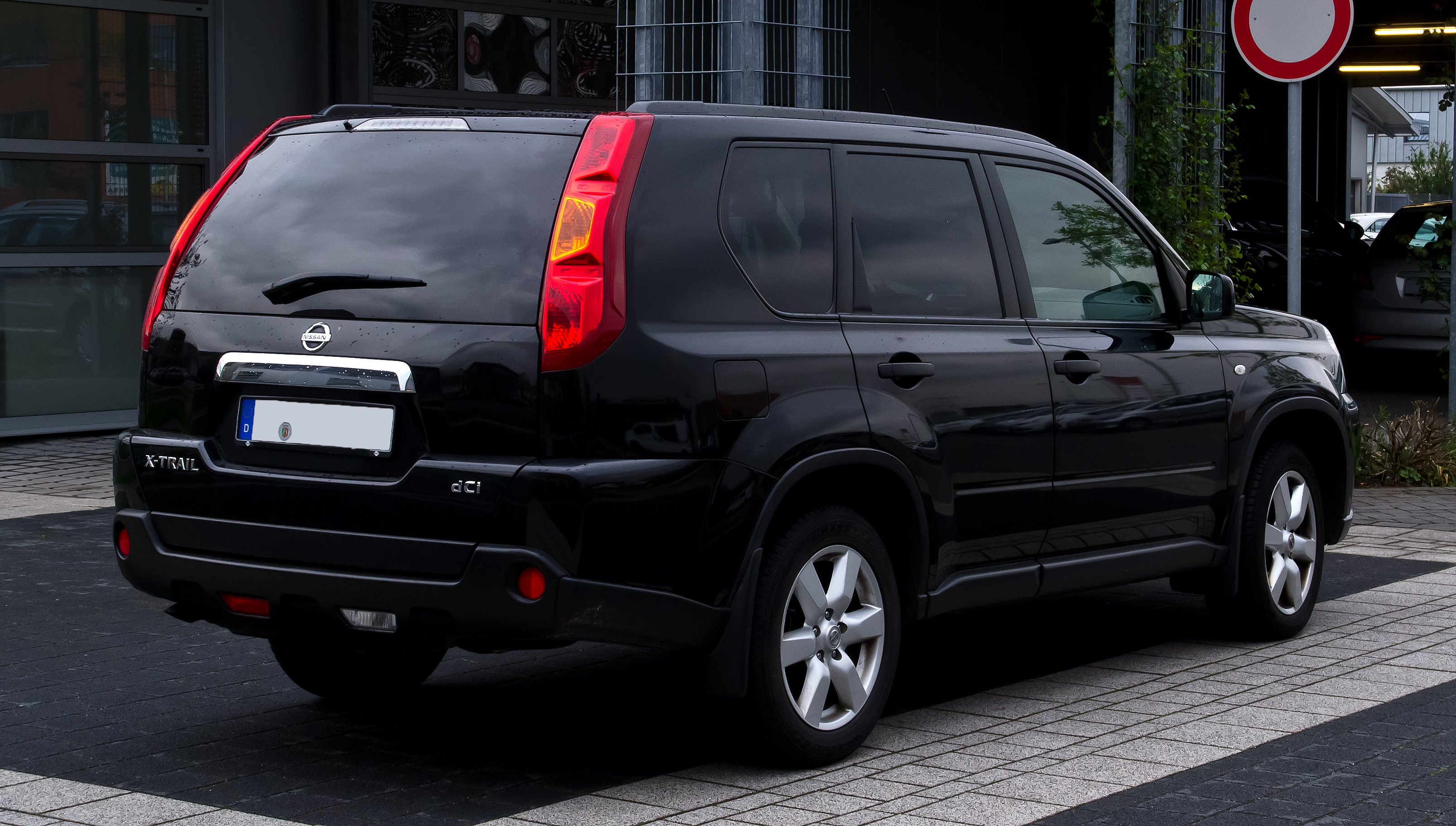
Tył X-Trail T31 przed liftingiem

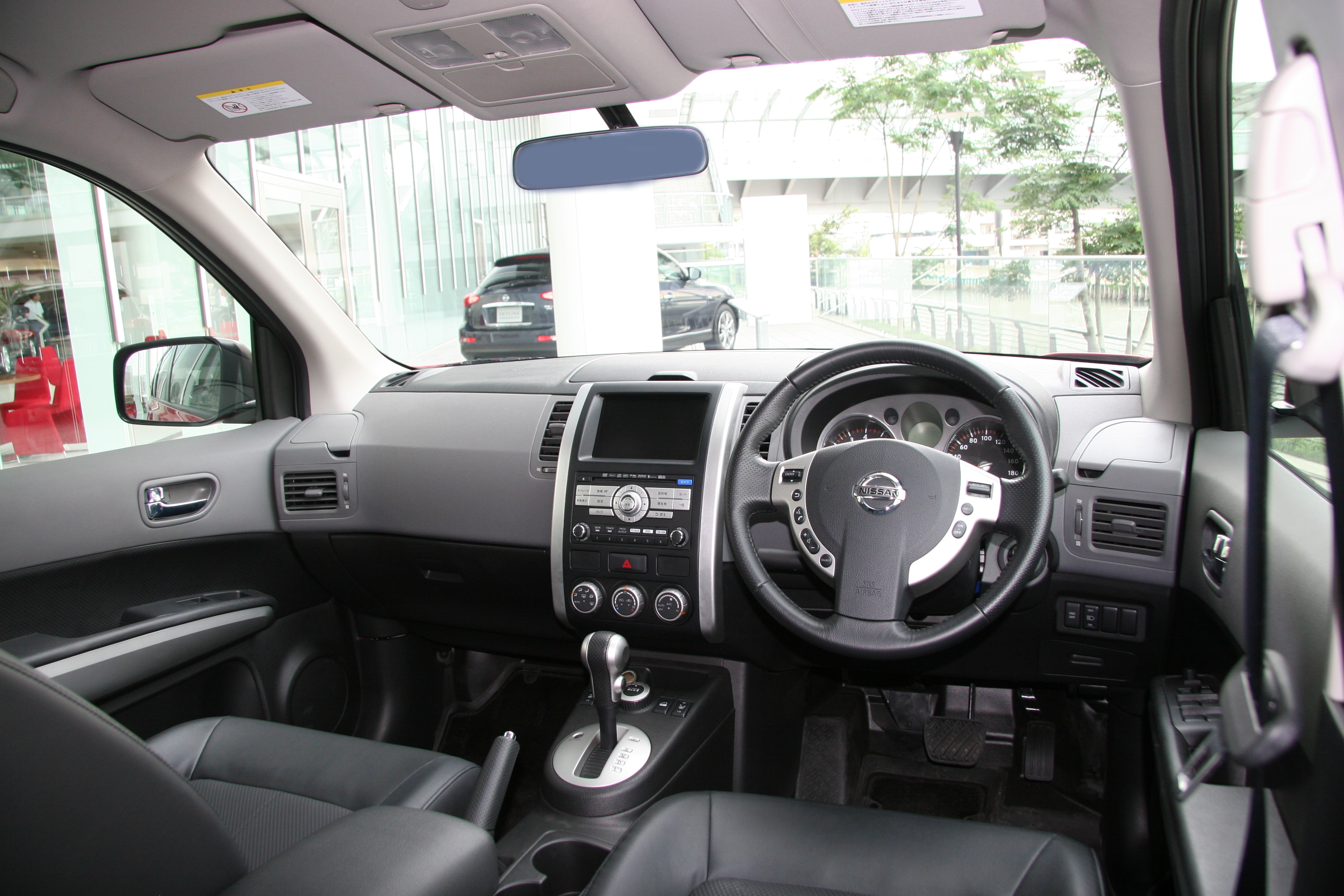
Wnętrze X-Trail T31

Nissan X-Trail II produkowany w latach 2008 - 2013 zaprezentowany został po raz pierwszy podczas targów motoryzacyjnych w Genewie w 2007 roku. Auto to tak naprawdę zmodyfikowana pierwsza generacja modelu.
W 2010 roku auto przeszło delikatny lifting przeznaczony na rynek japoński. Zmodernizowano m.in. atrapę chłodnicy, przeprojektowano zderzaki, odnowiono reflektory oraz zastosowano nowe lampy tylne w technologii LED. We wnętrzu zmodernizowano deskę rozdzielczą z nowymi zegarami, wyświetlaczami oraz funkcjami.

### Wersje wyposażeniowe
- XE
- SE
- I-Way
- LE
- X-Tremer

## Trzecia generacja

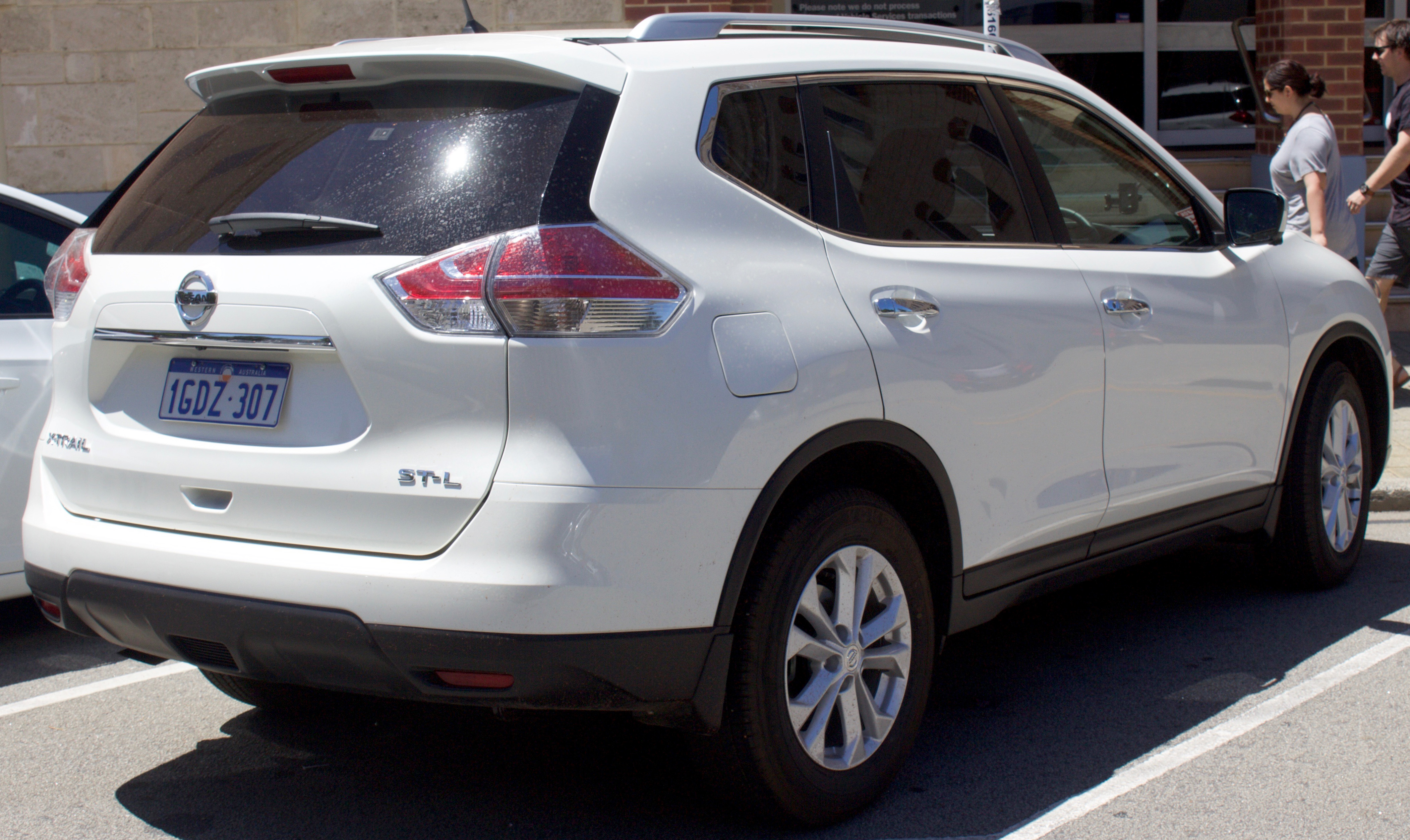
Tył X-Traila III

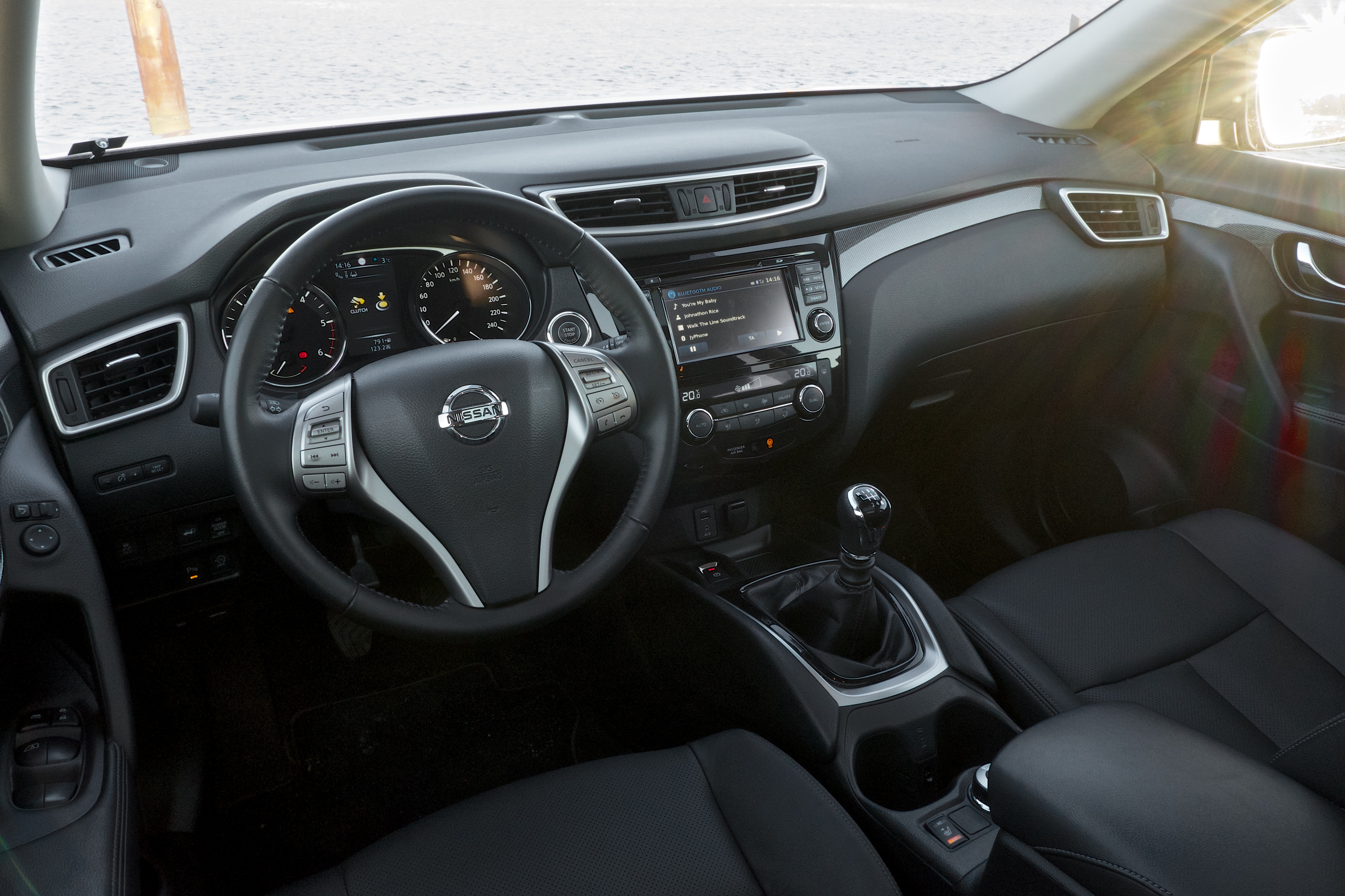
Wnętrze X-Traila III

Nissan X-Trail III produkowany był w latach 2013 - 2021. Auto zostało po raz pierwszy zaprezentowane podczas targów motoryzacyjnych Frankfurt Motor Show we wrześniu 2013 roku we Frankfurcie.
Samochód po raz kolejny zbudowano na wspólnej płycie podłogowej Nissana i Renault, tym razem wykorzystano tzw. Common Module Family (CMF), czyli platformę modułową. Na rynku północnoamerykańskim auto sprzedawane jest jako druga generacja samochodu Nissan Rogue. 
Wprowadzając na rynek nową generację samochodu Nissan zastąpił nią poprzednią wersję X-Trail oraz Qashqaia +2. 

### Silniki
- Benzynowy 1.6 DIG-T 163 KM (od ok. połowy 2015 r.)[4]
- Wysokoprężny 1.6 dCi 130 KM
- Wysokoprężny 2.0 dCi 177 KM (dostępny od początku 2017 r.)[5]

### Wyposażenie
Wystrój wnętrza X-Traila jest niemal identyczny, jak w mniejszym Qashqaiu. Auto wyposażone jest m.in. w system NissanConnect, który integruje nawigację satelitarną z dostępem do danych z Google, system grający z możliwością podłączenia Smartfona, dostęp do internetu oraz pokładowy system rozrywkowy. Całością steruje się za pomocą ekranu dotykowego o przekątnej 7 cali, zlokalizowanego na środkowej konsoli; Active Ride Control, który potrafi wykryć nierówności na drodze i tak posterować amortyzatorami, by ograniczyć ich wpływ na nadwozie oraz Active Engine Brake, który steruje momentem hamującym od silnika podczas hamowania i jazdy po zakrętach, odpowiednio wspomagając hamulce; Active Trace Control to odpowiednik ESP, który na podstawie danych dotyczących m.in. prędkości, skrętu kierownicy oraz położenia pedałów gazu i hamulca, tak steruje prędkością obrotową kół (poprzez indywidualne hamowanie), by auto zachowało stabilność, Uphill Start Support (asystent ruszania pod górę) i Hill Descent Control (przydatna w terenie regulacje prędkości zjazdu).

#### Wersje wyposażenia:[7]
- VISIA
- ACENTA
- N-VISION
- TEKNA

W 2017 roku producent uruchomi sprzedaż modelu z silnikiem hybrydowym z automatyczną bezstopniową skrzynią biegów CVT8 HYBRID.

### Lifting 2017
W połowie 2017 roku, samochód przeszedł lifting, dokonano modernizacji wnętrza oraz nadwozia samochodu. Samochód został wzbogacony o najnowsze technologie poprawiające komfort i bezpieczeństwo jazdy.

## Czwarta generacja

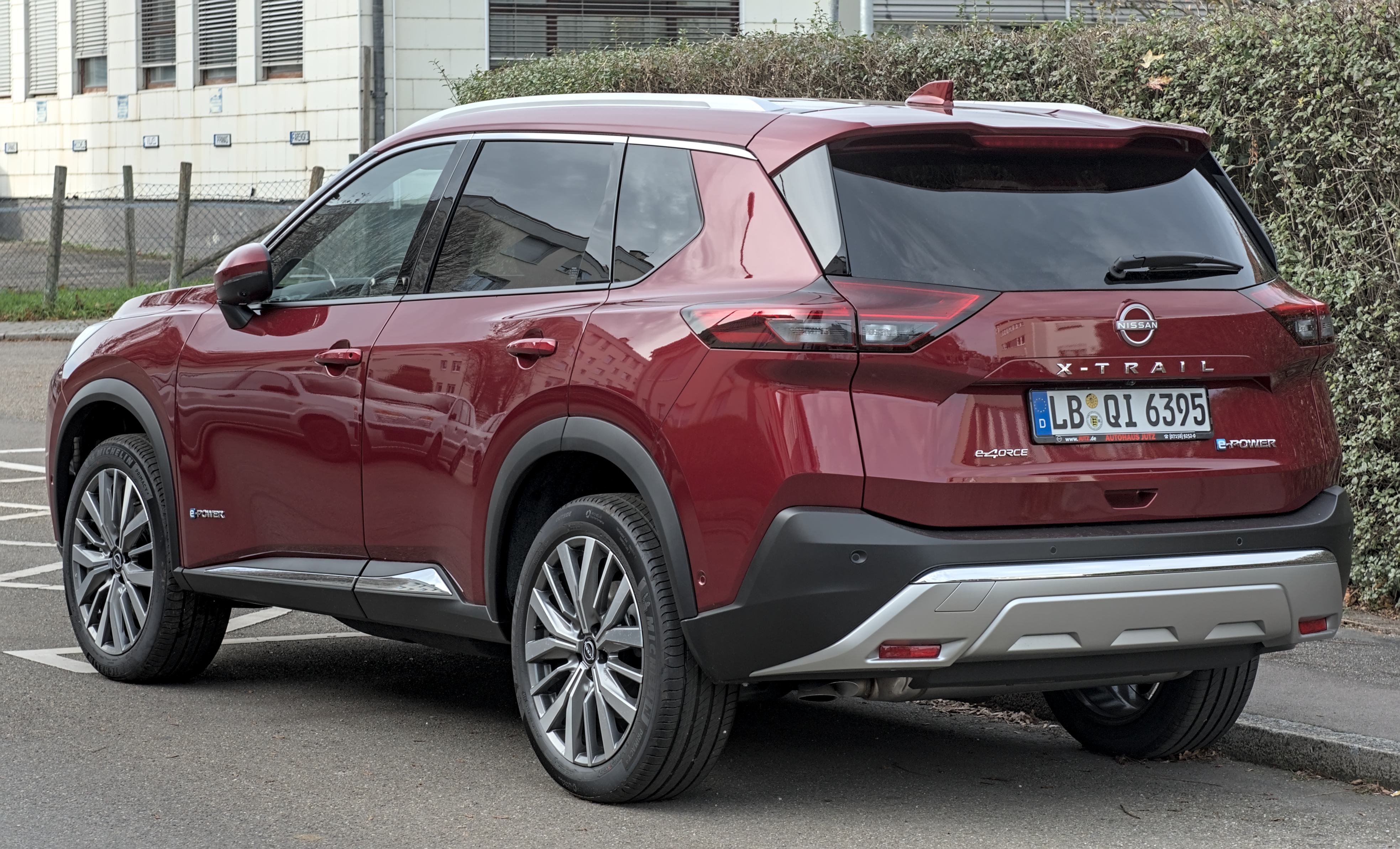
Tył X-Traila IV

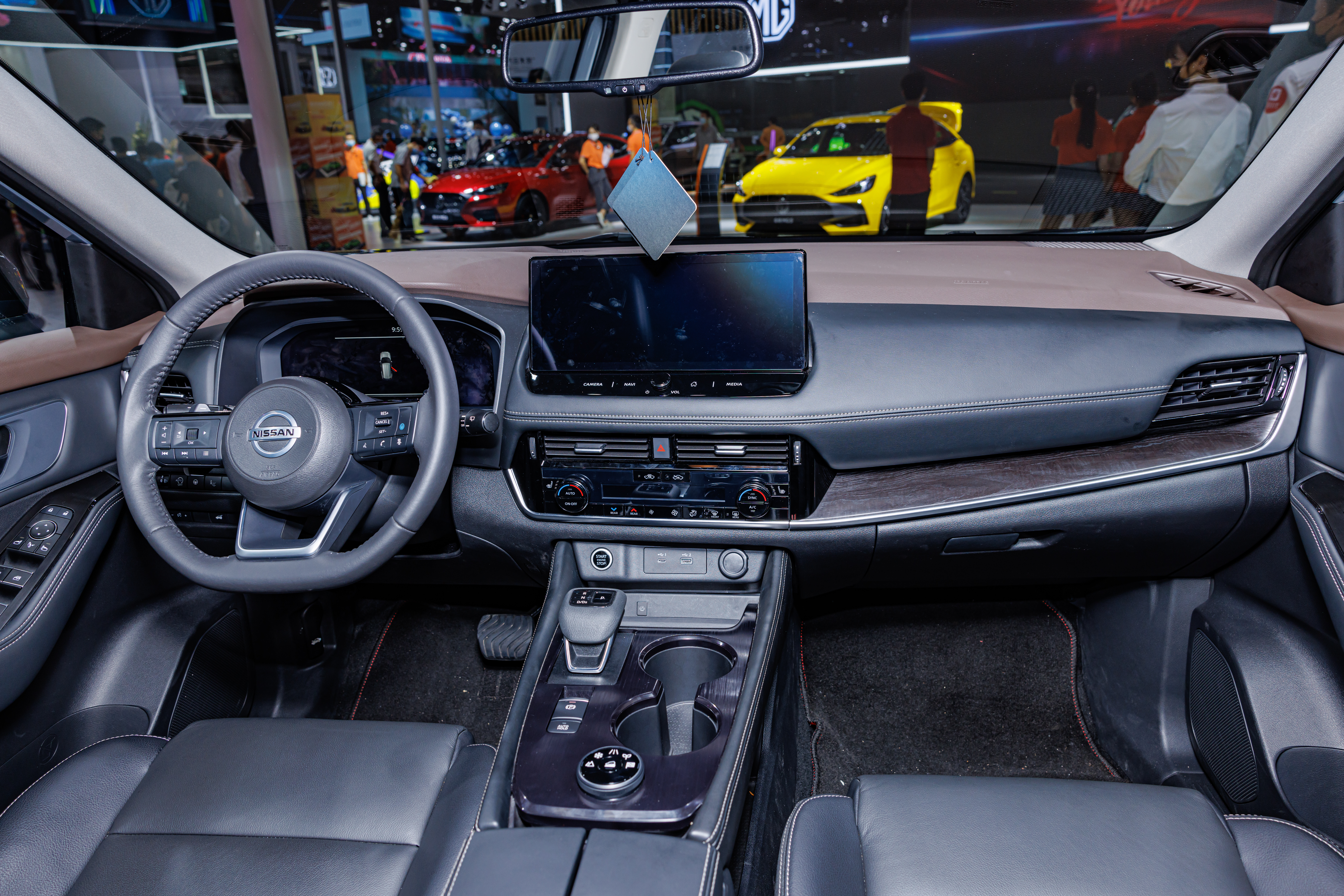
Wnętrze

Nissan X-Trail IV produkowany jest od 2021 roku. Auto zostało zaprezentowane po raz pierwszy podczas targów motoryzacyjnych w Szanghaju w kwietniu 2021 roku.
Samochód został oparty na platformie CMF-C.

### Wersje wyposażenia
- Visia
- Acenta
- N-Connecta
- N-Trek
- Tekna